# Joel Johnson
Joel Johnson Alajarín (Torrent, 20 settembre 1992) è un calciatore spagnolo naturalizzato liberiano, difensore del Westchester.

## Palmarès

### Club

#### Competizioni nazionali
- Tercera División: 1

Valencia Mestalla: 2010-2011 (gruppo VI)